# Pictures of Matchstick Men (album)
Pictures of Matchstick Men è una raccolta del gruppo musicale britannico Status Quo, pubblicata nel 1976 dalla Hallmark Marble Arch.

## Il disco
Contiene brani originariamente pubblicati nei primi due album in studio degli Status Quo, relativi a quella corrente psichedelica cui la band britannica ha aderito tra il 1968 e il 1969, prima del passaggio al genere hard rock.

## Tracce
Lato A
1. Pictures of Matchstick Men – 3:15 (Rossi)
2. Spicks and Specks – 2:15 (B. Gibb)
3. Black Veils of Melancholy – 3:14 (Rossi)
4. Make Me Stay a Bit Longer – 2:35 (Parfitt, Rossi)
5. Green Tambourine – 2:17 (Leka, Pinz)
6. To Be Free – 2:36 (Lynes)

Lato B
1. Ice in the Sun – 2:14 (Wilde, Scott)
2. When My Mind Is Not Live – 2:50 (Parfitt, Rossi)
3. Are You Growing Tired of My Love – 3:39 (King)
4. Technicolour Dreams – 3:13 (King)
5. Gentleman Joe's Sidewalk Cafe – 3:00 (K. Young)
6. Sheila – 1:55 (Roe)

## Formazione
- Francis Rossi – chitarra solista, voce
- Rick Parfitt – chitarra ritmica, voce
- Alan Lancaster – basso, voce
- John Coghlan – percussioni
- Roy Lynes – tastiera